# NGC 1435
NGC 1435 ou a Nebulosa de Mérope é uma nebulosa na direção da constelação de Taurus. O objeto foi descoberto pelo astrônomo Wilhelm Tempel em 1859, usando um telescópio refrator com abertura de 4 polegadas. 